# Segunda de Manhã
Segunda de Manhã  (Lundi matin fr ou Lunedì mattina it) é um filme franco-italiano dirigido, em 2002, pelo realizador georgiano Otar Iosseliani.

## Sinopse
Todas as segundas-feiras de manhã, Vincent começa a mesma rotina monótona. Uma hora e meia de trânsito até ao trabalho pouco inspirador numa fábrica. Em casa, as obrigações familiares que estão sempre a interromper a sua paixão pela pintura. Vincent já não suporta as segundas de manhã! Esta farto da fábrica, da mulher e das crianças, das contradições incompreensíveis da vida e do dia-a-dia do sítio em que vive. O velho Albert todos os dias faz o mesmo caminho. O carteiro lê as cartas de toda a gente. O padre não consegue desviar o olhar das mulheres da cidade. Um camponês miserável resolve instalar mais um alarme. Os adolescentes andam de um lado para o outro de bicicleta, falando de tudo e de nada para animar um pouco a vida… Cansado, um dia, Vincent resolve ver um pouco do mundo e viaja até Veneza. Talvez aí ele consiga encontrar o que falta na sua vida…

## Elenco
- Jacques Bidou................Vincent
- Anne Kravz-Tarnavsky....A mulher de Vincent
- Narda Blanchet.........A mãe de Vincent
- Radslav Kinski........O pai de Vincent
- Dato Tarielachvili....O irmão de Vincent
- Pascal Chanal........Michel, o vizinho
- Jérémy Rochigneux......O padre

## Prémios e nomeações
- Vencedor do Urso de Prata do Festival de Cinema de Berlim em 2002.
- Vencedor da Arena de Ouro, do Festival de Cinema de Pula em 2002.